# Partido judicial de La Almunia de Doña Godina
El Partido Judicial de La Almunia de Doña Godina, es el partido judicial n.º 7 de la provincia de Zaragoza en la comunidad autónoma de Aragón.
El ámbito territorial, que viene regulado por el Real Decreto 529/1983, de 9 de marzo, comprende los municipios de:
Alfamén, Almonacid de la Sierra, La Almunia de Doña Godina, Alpartir, Aranda de Moncayo, Arándiga, Bardallur, Brea de Aragón, Calatorao, Calcena, Chodes, Épila, El Frasno, Gotor, Illueca, Jarque de Moncayo, Lucena de Jalón, Lumpiaque, Mesones de Isuela, Morata de Jalón, Morés, La Muela, Nigüella, Oseja, Paracuellos de la Ribera, Plasencia de Jalón, Pomer, Purujosa, Ricla, Rueda de Jalón, Sabiñán, Salillas de Jalón, Santa Cruz de Grío, Sestrica, Tierga, Tobed, Trasobares y Urrea de Jalón.